# Kaiser Center
Kaiser Center, también llamado Kaiser Building, es un edificio de oficinas de 28 pisos ubicado en 300 Lakeside Drive, adyacente al lago Merritt, en el centro de la ciudad de Oakland en el estado de California (Estados Unidos). Fue diseñado por el estudio de arquitectura Welton Becket & Associates de Los Ángeles. La propiedad está delimitada por Lakeside Drive, que termina y se une a Harrison Street en el sitio, las calles 20, 21 y Webster. Cuando se completó en 1960, fue el edificio más alto de Oakland, así como la torre de oficinas más grande al oeste de las Montañas Rocosas. En 1963 se completó un edificio comercial / de oficinas de tres pisos adyacente a la torre principal. Kaiser Center era la sede de Kaiser Industries, un conglomerado de Fortune 500 que estaba encabezado por el industrial Edgar F. Kaiser en el momento en que se construyó el edificio.
El jardín de la azotea del edificio fue diseñado por la firma de arquitectura paisajista con sede en San Francisco, Theodore Osmundson & Associates, y fue el primero que se construyó en los Estados Unidos después de la Segunda Guerra Mundial. Si bien la leyenda dice que Henry J. Kaiser residía en un ático en el piso 28, en 1960 el Kaiser mayor había entregado la empresa con sede en Oakland a su hijo y había perseguido proyectos con sede en Honolulu. Es mucho más probable que su hijo Edgar, quien estaba a cargo de Kaiser Industries y un importante corredor de poder en el Área de la Bahía cuando se encargó el edificio, fuera la persona que ocupó los apartamentos residenciales. Según un estudio del Servicio de Parques Nacionales, Edgar encargó el jardín de la azotea de gran importancia arquitectónica después de que se había diseñado el edificio, inspirado en los jardines del Rockefeller Center en Nueva York.
El edificio alberga actualmente la sede del Bay Area Rapid Transit (BART), que en 2003 se trasladó de su antiguo edificio administrativo en lo alto de la estación de Lake Merritt, debido a preocupaciones por el terremoto. En 2019, BART anunció que dejaría el edificio en la primavera de 2021. Otros inquilinos incluyen la Oficina del Presidente de la Universidad de California, el Plan de Salud de la Fundación Kaiser, The Port Company y California Bank & Trust. La empresa global de servicios técnicos AECOM se mudó al edificio en 2016.

## Galería

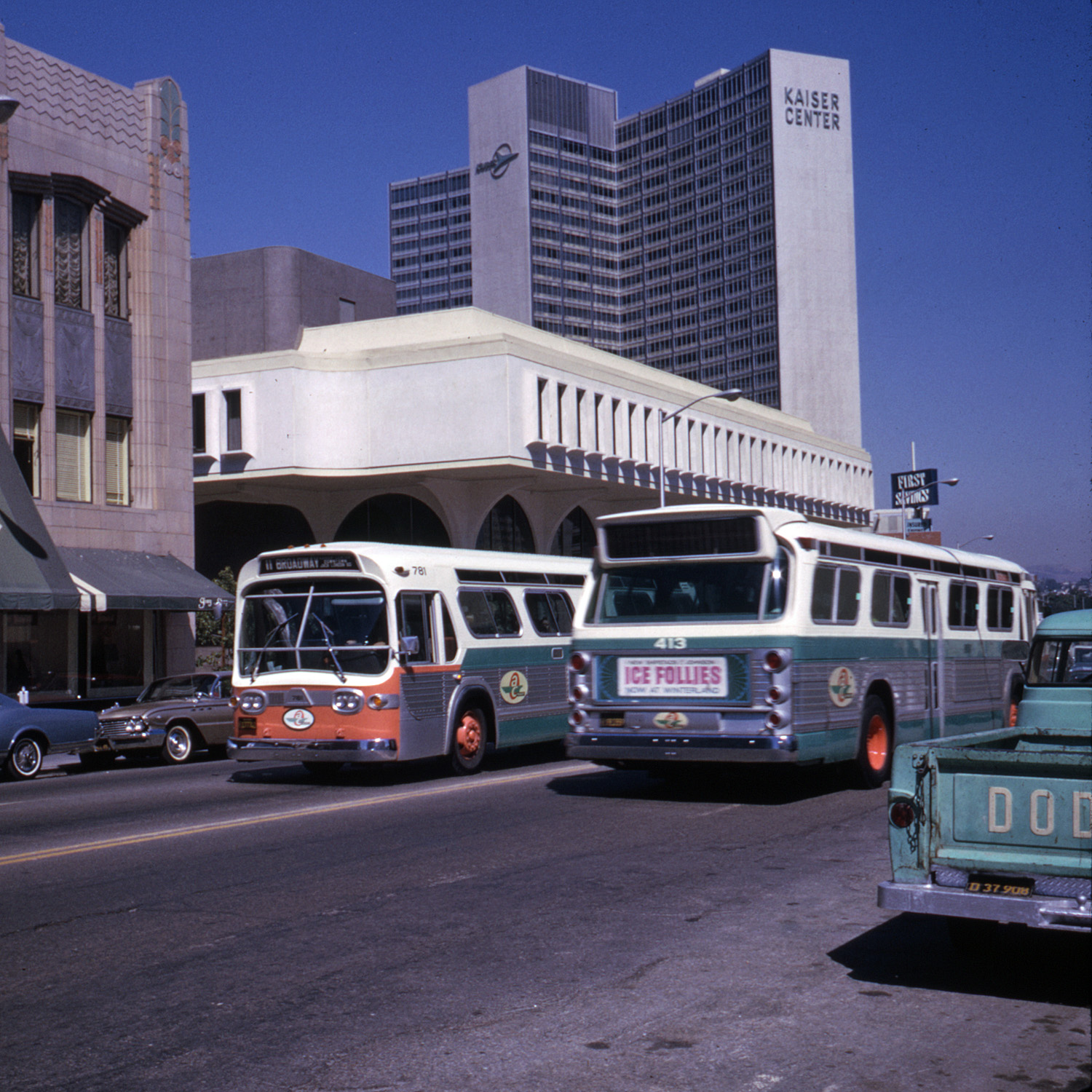
El edificio en los años 1950
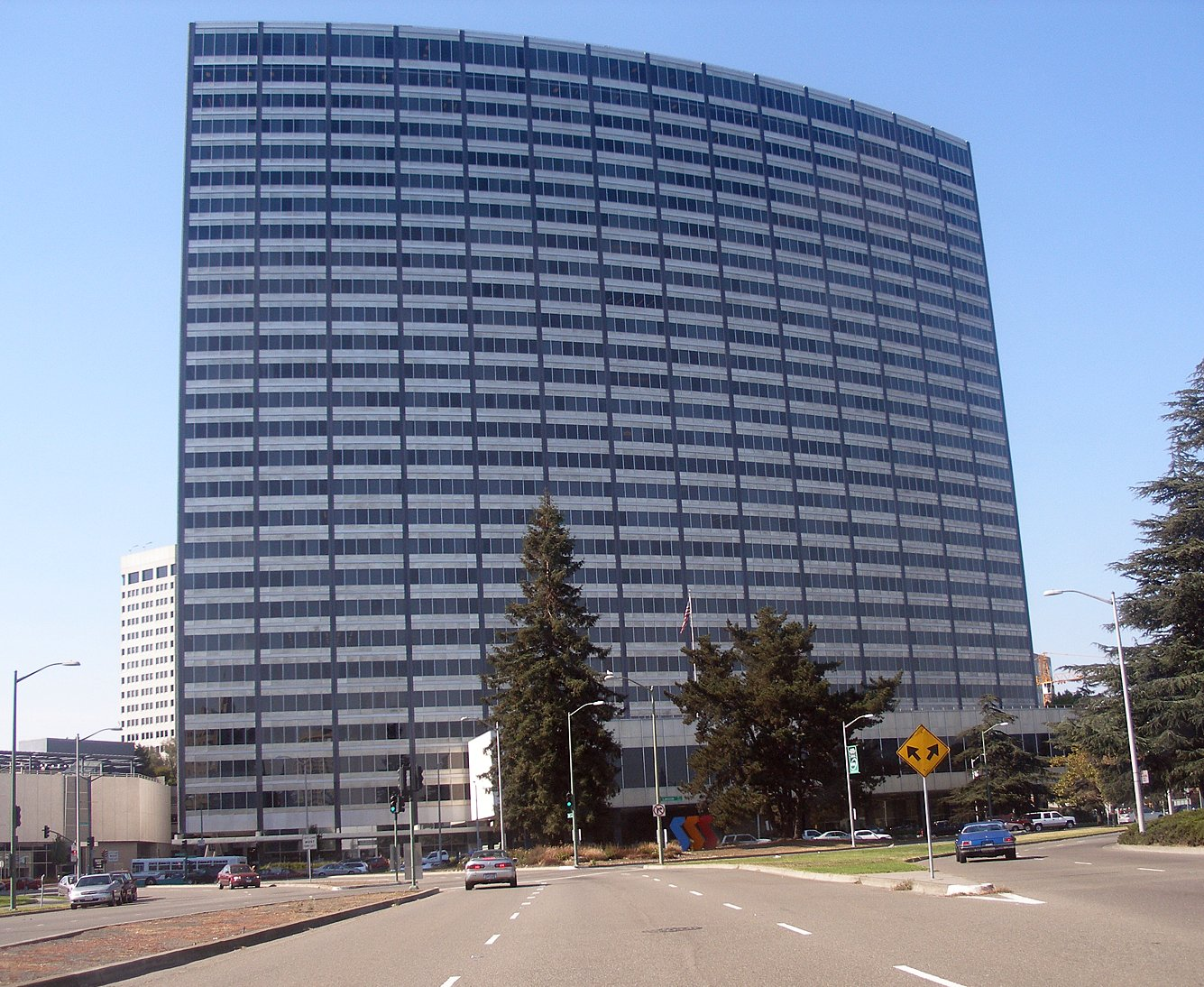
La fachada vista desde el Lakeside Drive
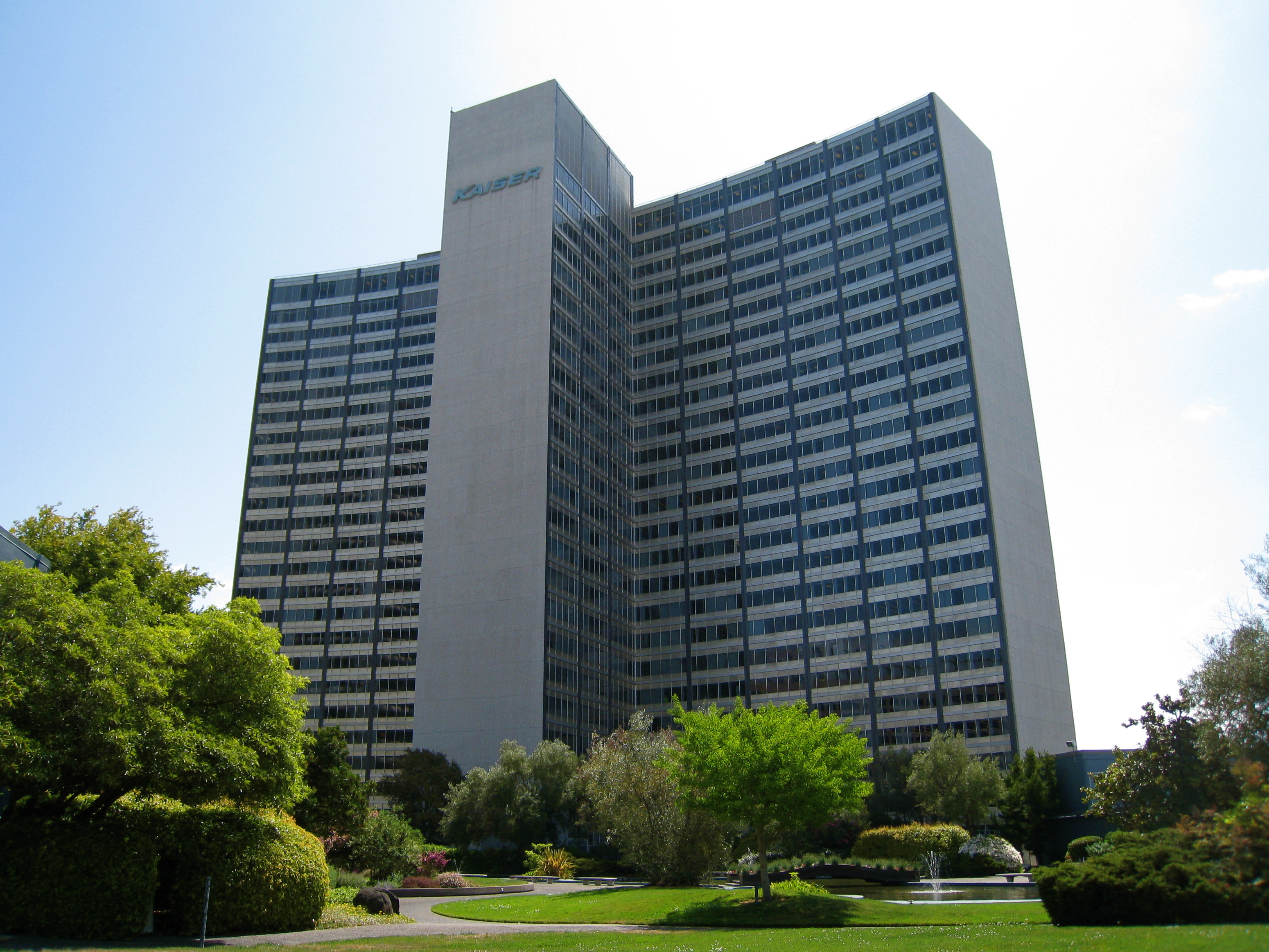
Vista lateral desde las calles 21 y Webster
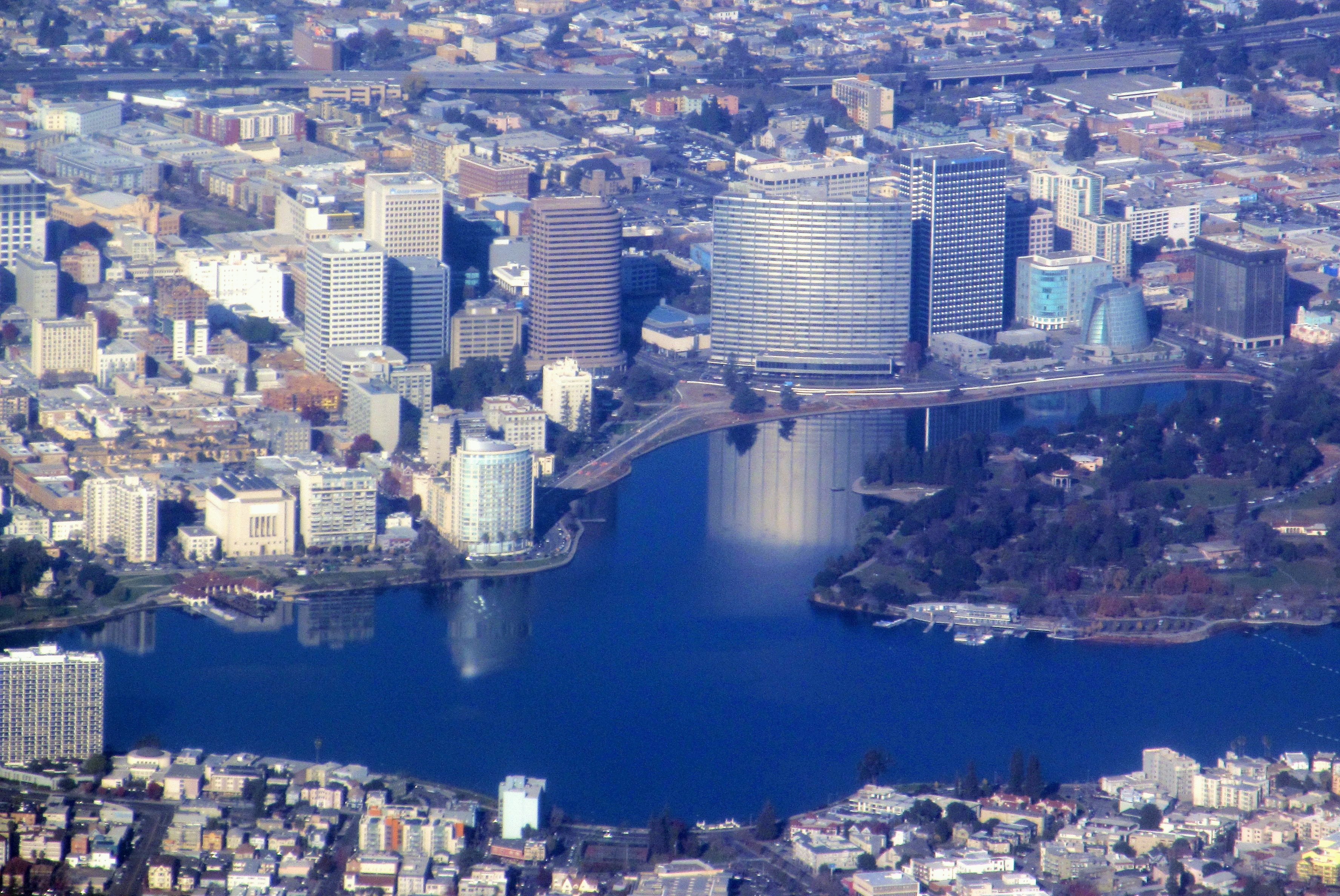
Vista aérea. En primer plano el Lago Merritt